# Liste der denkmalgeschützten Objekte in Bach (Tirol)
Die Liste der denkmalgeschützten Objekte in Bach enthält die 11 denkmalgeschützten, unbeweglichen Objekte der Gemeinde Bach.

## Denkmäler
| Foto  |                 | Denkmal | Standort                                | Beschreibung | Metadaten |
| ----- | --------------- | --- | --------------------------------------- | --- | --- |
| ja BW | Datei hochladen | Kath. Pfarrkirche unserer lieben Frau Maria Reinigung, Friedhofskapelle und Kriegerdenkmal beim Friedhof HERIS-ID: 55294 Objekt-ID: 63893 TKK: 30114, 33379 | Bichl 84 Standort KG: Bach              | Wie fast alle Lechtaler Kirchen steht auch die von Bach auf einem Felsen sicher über den Fluten des Lech. Der klassizistische Bau wurde 1790–1792 anstelle einer 1668 urkundlich genannten Kapelle errichtet, nach einem Erdbeben 1865 wiederhergestellt und von Johann Kärle neu ausgemalt. Die Kirche wurde 1992–1993 innen renoviert und in den barocken Zustand rückgeführt. Dabei schuf Wolfram Köberl neue Fresken in einem barockisierenden Stil. | BDA-Hist.: Q15840284 Status: § 2a Stand der BDA-Liste: 2025-06-30 Name: Kath. Pfarrkirche unserer lieben Frau Maria Reinigung, Friedhofskapelle und Kriegerdenkmal beim Friedhof GstNr.: .317, 3430 Pfarrkirche unserer lieben Frau Maria Reinigung, Bach |
| ja    | Datei hochladen | Volksschule HERIS-ID: 64054 Objekt-ID: 76749 TKK: 25341 | Oberbach 47 Standort KG: Bach           | Der zweigeschoßige Mauerbau mit Satteldach wurde in der ersten Hälfte des 20. Jahrhunderts errichtet. Die Fassadenmalereien mit Marienmedaillon, Schulkindern, Wappen und einer Sonnenuhr wurden um 1956 von Toni Kirchmayr geschaffen. Die Räume im Inneren sind mit flachen Gratgewölben und Gurtbögen versehen. | BDA-Hist.: Q38105187 Status: § 2a Stand der BDA-Liste: 2025-06-30 Name: Volksschule GstNr.: 3600 |
| ja    | Datei hochladen | Figurenbildstock hl. Johannes Nepomuk an der Lechbrücke HERIS-ID: 64051 Objekt-ID: 76744 TKK: 25330                                                         | gegenüber Oberbach 88 Standort KG: Bach | Auf der alten Brücke aus dem Jahre 1932 stand die barockisierende, ungefasste Holzfigur aus dem 19. Jahrhundert in der Mitte genau auf der Gemeindegrenze zwischen Bach und Elbigenalp. Seit dem Neubau der Brücke steht er am Bacher Ufer und wacht über den Fluten des hochwassergefährlichen Lech (der 23. August 2005 bleibt als Jahrhunderthochwasser in Erinnerung). | BDA-Hist.: Q38105178 Status: § 2a Stand der BDA-Liste: 2025-06-30 Name: Figurenbildstock hl. Johannes Nepomuk auf der Lechbrücke GstNr.: 3317/1 Statue of John of Nepomuk in Bach, Tirol                                                                  |
| ja    | Datei hochladen | Wegkapelle Maria la Salett, Schwarzbrunnen HERIS-ID: 64140 Objekt-ID: 76843 TKK: 25325                                                                      | Schönau Standort KG: Bach               | Der Kapellenbildstock am Rand der Lechtalstraße wurde in der zweiten Hälfte des 19. Jahrhunderts errichtet. In der vergitterten Rundbogennische befindet sich eine Darstellung des Gnadenbildes von La Salette. Die hohen Kastanienbäume zu beiden Seiten der Kapelle mussten bei der Verbreiterung der Straße gefällt werden. | BDA-Hist.: Q38105525 Status: § 2a Stand der BDA-Liste: 2025-06-30 Name: Wegkapelle Maria la Salett, Schwarzbrunnen GstNr.: 4047 |
| ja    | Datei hochladen | Ortskapelle Maria vom Guten Rat, Marienkapelle Schönau HERIS-ID: 55875 Objekt-ID: 64766 TKK: 25324                                                          | neben Schönau 28 Standort KG: Bach      | Die Marienkapelle mit einem zweijochigen Betraum, einem Chor mit Dreiachtelschluss sowie einem Glockendachreiter wurde 1732 erbaut. Das Altargemälde der Aufnahme in den Himmel und Krönung Mariae stammt aus der Mitte des 18. Jahrhunderts. Anmerkung: Ab dem Sulzlbach gehört das Gebiet kirchlich zu Holzgau, der alten Mutterpfarre. | BDA-Hist.: Q38068428 Status: § 2a Stand der BDA-Liste: 2025-06-30 Name: Ortskapelle Maria vom Guten Rat, Marienkapelle Schönau GstNr.: 3966 |
| ja    | Datei hochladen | Kapelle Mariahilf/Seesumpfkapelle HERIS-ID: 55295 Objekt-ID: 63894 TKK: 25321                                                                               | südlich Seesumpf 80 Standort KG: Bach   | Die Kapelle, die umgeben vom Wald auf einer Lichtung steht, wurde 1962 anstelle eines Vorgängerbaus von 1870/1880 errichtet. Die zweijochige Kapelle mit polygonalem Chor und verschindeltem Giebelreiter mit Zeltdach weist einen flach gedeckter Innenraum mit einem Fresko von Ernst Degn auf. | BDA-Hist.: Q38064458 Status: § 2a Stand der BDA-Liste: 2025-06-30 Name: Kapelle Mariahilf/Seesumpfkapelle GstNr.: .240 |
| ja    | Datei hochladen | Kath. Expositurkirche zum hl. Josef mit Friedhof, Friedhofskapelle und Kriegergedächtnisstätte HERIS-ID: 55935 Objekt-ID: 64848 TKK: 29849, 33380, 120863   | Stockach Standort KG: Bach              | Die im Kern frühbarocke Kirche wurde 1770 erweitert und umgestaltet und 2001–2009 renoviert. Der dreijochige Bau mit steilem Satteldach aus Lärchenschindeln, polygonal geschlossenem Chor und schlankem Südturm mit hohem Giebelspitzhelm ist an den Mauerkanten durch helle Ortsteinbemalung akzentuiert. Der weite Saalraum mit chorseitig abgerundeten Ecken, flacher Tonnenwölbung und Doppelempore über Pfeilern ist mit spätbarocker Deckenmalerei geschmückt, die Josef Anton Schuler zugeschrieben wird. Der Friedhof westlich der Kirche wurde Ende des 18. Jahrhunderts angelegt und in den 1970er Jahren erweitert. In die südliche Friedhofsmauer integriert ist das 1963 geschaffene Kriegerdenkmal mit farbigen Glasgemälden von Elmar Kopp. | BDA-Hist.: Q38068893 Status: § 2a Stand der BDA-Liste: 2025-06-30 Name: Kath. Filialkirche Expositurkirche zum hl. Josef mit Friedhof, Friedhofskapelle und Kriegergedächtnisstätte GstNr.: .437, 3813 Expositurkirche zum hl. Josef, Stockach            |
| ja    | Datei hochladen | Pfarrhof HERIS-ID: 64132 Objekt-ID: 76835 TKK: 115565 | Stockach 23 Standort KG: Bach           | Der zweigeschoßige, quergeteilte Einhof mit Satteldach stammt aus dem 19. Jahrhundert. Der Wohnteil ist gemauert, der Wirtschaftsteil besteht aus einem gemauerten Stall und einer in Block- und Ständerbauweise gezimmerten Heulege. Anmerkung: Da es schon lange keinen Kuraten mehr gibt, ist das Haus vermietet. Es wurde im September 2011 außen neu hergerichtet. | BDA-Hist.: Q38105495 Status: § 2a Stand der BDA-Liste: 2025-06-30 Name: Pfarrhof GstNr.: .440 |
| ja    | Datei hochladen | Kapelle Maria Heimsuchung HERIS-ID: 64145 Objekt-ID: 76848 TKK: 25322                                                                                       | nördlich Stockach 39 Standort KG: Bach  | Früher stand hier eine kleine Kapelle. Im Lauf der Flurbereinigung wurde hier 1961 diese kleine Rundkapelle mit dem Innenbild der Darstellung von Mariä Heimsuchung von Ernst Degn und einem Sgraffito des hl. Magnus am Rundturm errichtet. | BDA-Hist.: Q38105534 Status: § 2a Stand der BDA-Liste: 2025-06-30 Name: Kapelle Maria Heimsuchung GstNr.: .421 |
| ja    | Datei hochladen | Antoniuskapelle HERIS-ID: 55296 Objekt-ID: 63895 TKK: 25320                                                                                                 | nördlich Winkl 56 Standort KG: Bach     | Die einjochige Kapelle mit Satteldach, Polygonalchor und sechseckigem, hölzernem Dachreiter mit Zwiebelhaube wurde 1668 errichtet und 1733 erweitert. Der flach gedeckte Innenraum weist eine zarte Stuckdekoration auf. | BDA-Hist.: Q38064464 Status: § 2a Stand der BDA-Liste: 2025-06-30 Name: Antoniuskapelle GstNr.: .403 |
| ja    | Datei hochladen | Klotzkapelle und Friedhof HERIS-ID: 64161 Objekt-ID: 76864 TKK: 25319, 25318                                                                                | Standort KG: Bach                       | Der ab 1900 angelegte „Friedhof“ ist eine Ansammlung mehrerer Marterl für Verunglückte am Eingang zum Madautal. Zur 1977 errichteten kleinen Kapelle zu Ehren des hl. Antonius von Padua wurde ein Kreuzweg eingerichtet. Die Schulkinder von Bach besuchen diesen Ort jeweils um den 13. Juni. | BDA-Hist.: Q38105575 Status: § 2a Stand der BDA-Liste: 2025-06-30 Name: Klotzkapelle und Friedhof GstNr.: 3106 |